# Pal·ladi (metge)
Pal·ladi (en llatí Palladius, en grec Παλλάδιος) fou un escriptor grec sobre temes mèdics del que alguns escrits encara es conserven. De la seva vida no es coneix res excepte que se suposa que fou nadiu d'Alexandria on hauria exercit la medicina. Se l'acostumava a anomenar Ἰατροσοφιστής (iatrosofista), i se suposa que havia obtingut aquest títol per haver estat professor de medicina a Alexandria.
De la seva època no es pot dir més que ha estat situat als segles IV, V, VII i VIII. Donat que esmenta Galè ha de ser posterior a aquest (per tant no pot ser anterior al segle iii) i com que és mencionat per Razes, que va viure al segle x, ha de ser anterior.
Es conserven tres llibres que li són atribuïts generalment:
- 1. Σχόλια εἰς τὸ περὶ ̓Αγμω̂ν ̔Ιπποκράτους, Scholia in Librum Hippocratis De Fracturis
- 2. ́Εις ̔̀Εκτον τω̂ν ̓Επιδημιω̂ν Υπόμνημα, In Sextum (Pseudo-Hippocratis) Epidemiorum Librum Commentarius
- 3. Περὶ Πυρετω̂ν σύντομος Σύνοψις, De Febribus concisa Synopsis. Aquesta obra s'ha atribuït també a Esteve i a Teòfil el Protoespatari, però sens dubte és de Pal·ladi.

Els comentaris de Pal·ladi sobre Hipòcrates són, en gran manera, imitacions dels comentaris que va fer Galè, sense cap interès ni valor particular. Aquests escrits eren coneguts i utilitzats pels escriptors àrabs de temes mèdics.